# Moiré

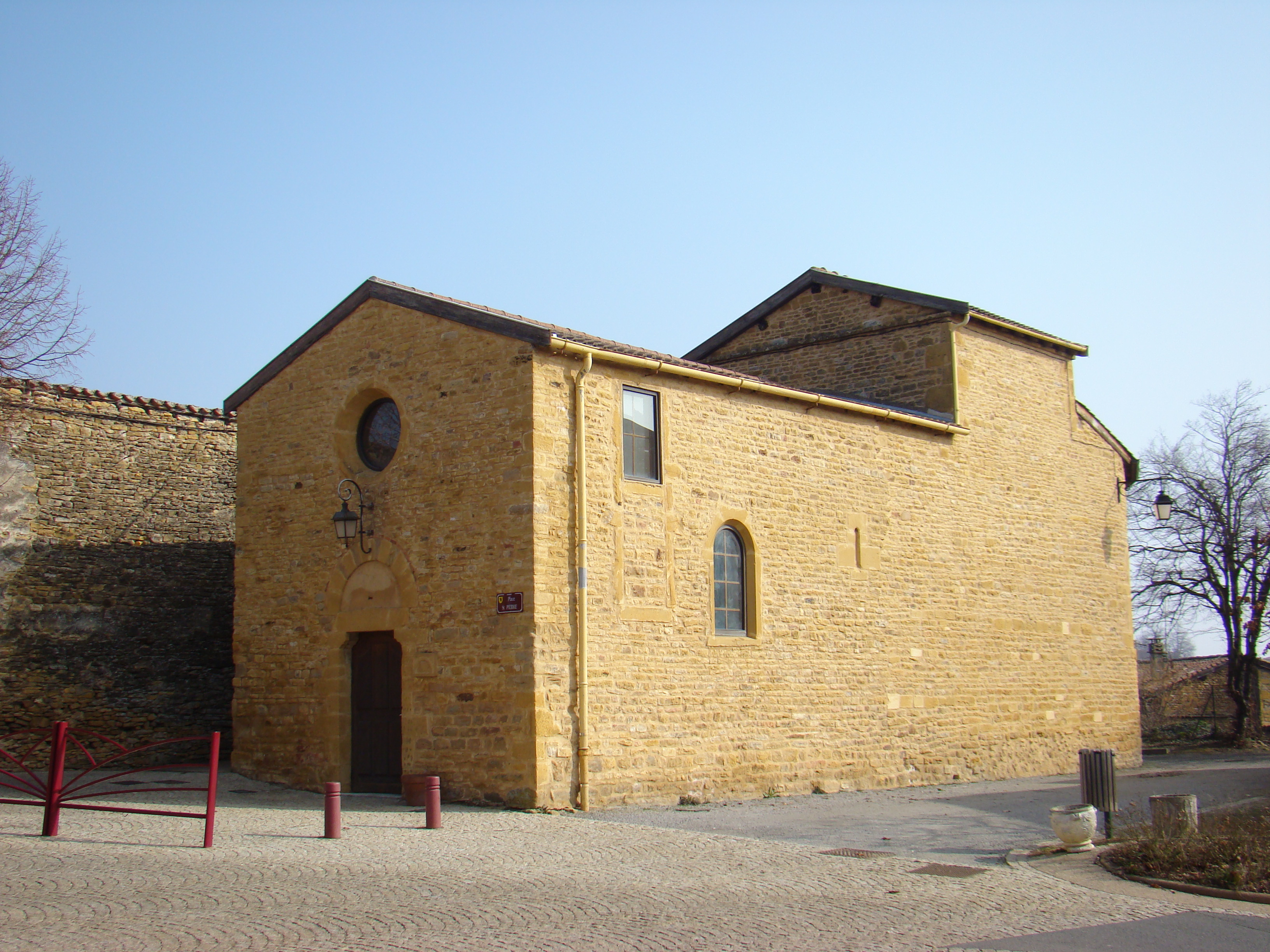
Kaplica św. Piotra w Moiré, 2011

Moiré – miejscowość i gmina we Francji, w regionie Owernia-Rodan-Alpy, w departamencie Rodan.
Według danych na rok 1990 gminę zamieszkiwało 169 osób, a gęstość zaludnienia wynosiła 83 osób/km² (wśród 2880 gmin regionu Rodan-Alpy Moiré plasuje się na 1454. miejscu pod względem liczby ludności, natomiast pod względem powierzchni na miejscu 1687.).